# Vilhelm
| Drenge- | Drenge-   | Pige- | Pige-    | Efter- | Efter-      |
| ------- | --------- | ----- | -------- | ------ | ----------- |
| 1       | Peter     | 1     | Anne     | 1      | Nielsen     |
| 2       | Michael   | 2     | Mette    | 2      | Jensen      |
| 3       | Lars      | 3     | Kirsten  | 3      | Hansen      |
| 4       | Jens      | 4     | Hanne    | 4      | Andersen    |
| 5       | Thomas    | 5     | Anna     | 5      | Pedersen    |
| 6       | Henrik    | 6     | Helle    | 6      | Christensen |
| 7       | Søren     | 7     | Maria    | 7      | Larsen      |
| 8       | Christian | 8     | Susanne  | 8      | Sørensen    |
| 9       | Martin    | 9     | Lene     | 9      | Rasmussen   |
| 10      | Jan       | 10    | Marianne | 10     | Jørgensen   |

 "Guillaume" omdirigeres hertil. For schweizisk-franske fysiker, se Charles Édouard Guillaume.
Vilhelm er et germansk navn som findes i mange former på forskellige sprog.
De mest kendte former af navnet:
- Wilhelm (tysk)
- Willem (hollansk)
- William (engelsk)
- Guglielmo (italiensk)
- Guillaume (fransk)
- Guilhem (occitansk)
- Guillem (catalansk)
- Guillén (aragonisk)
- Guillermo (spansk)
- Guilherme (portugisisk)
- Vilmos (ungarsk)
- Vilhelm (dansk)
- Vilius, Viliumas (litauisk)
- Viljami, Ville (finsk)
- Vilhjálmur, (islansk)
- Γουλιέλμος, (græsk)

Derudover findes navnet i en lang række andre former som f.eks. Bill og Gilliam.
Cirka 2775 danskere hedder Wilhelm eller Vilhelm ifølge Danmarks Statistik .
Rækkefølgen af navnets variation efter hyppighed er: Vilhelm og Wilhelm.

## Kendte personer med navnet
- Abbed Vilhelm
- Wilhelm 2., tysk kejser.
- Vilhelm Bergsøe, dansk forfatter, zoolog og professor.
- Herman Wilhelm Bissen, dansk billedehugger.
- Vilhelm Buhl, dansk politiker og tidligere statminister.
- Vilhelm Dahlerup, dansk arkitekt.
- Christoffer Wilhelm Eckersberg, dansk maler.
- Wilhelm Freddie, dansk kunstmaler.
- Wilhelm Furtwängler, tysk dirigent
- Vilhelm Hammershøi, dansk maler.
- Vilhelm Hansen, dansk tegner.
- Vilhelm Herold, dansk kammersanger.
- Vilhelm Kyhn, dansk maler.
- Vilhelm Marstrand, dansk maler.
- Vilhelm Moberg, svensk forfatter.
- Wilhelm Steinitz, skakspiller.
- Vilhelm Topsøe, dansk forfatter.
- Vilhelm (biskop i Roskilde), dansk biskop
- Prins Vilhelm (1687-1705), søn af Christian 5.

## Andet
- Wilhelm Tell, skuespil

## Reference
1. ↑  Danmarks Statistiks navneoversigt